# Organické sloučeniny kobaltu
Organické sloučeniny kobaltu jsou organokovové sloučeniny obsahující vazby mezi atomy uhlíku a kobaltu. Využívají se v několika organických reakcích a patří mezi ně i vitamin B12. Řada těchto sloučenin, jako například oktakarbonyl dikobaltu, má katalytické vlastnosti.

## Alkylové komplexy

Co(4-norbornyl)_{4} je tetraedrický nízkospinový komplex, jedna z mála známých sloučenin obsahujících kobalt v oxidačním čísle V.

Většina komplexů kobaltu obsahuje jenom alkylové ligandy; příkladem může být Co(4-norbornyl)4 a jeho kation.
Do alkylkobaltů lze zařadit například vitamin B12. U methylkobalaminu je ligandem methylová skupina, která je elektrofilní, v případě vitaminu B12 jde o adenosylovou skupinu. Podobné vitaminu B12 jsou porfyriny, dimethylglyoximáty a podobné komplex ligandů obsahujících Schiffovy zásady. Tyto sloučeniny také vytváří alkylové deriváty, které mohou vstupovat do řady reakcí a biochemických dějů. Malou sílu vazby kobaltitého iontu v analozích vitaminu B12 lze vysvětlit radikálovou polymerizací akrylových a vinylsloučenin (jako jsou vinylacetát, kyselina akrylová a akrylonitril.

## Karbonylové komplexy
Oktakarbonyl dikobaltu reaguje s vodíkem a alkeny za vzniku aldehydů; tato reakce tvoří základ hydroformylace, přípravy aldehydů z alkenů, CO a vodíku. Významným meziproduktem je hydrid tetrakarbonylkobaltu (HCo(CO)4). Při původním procesu byl vyráběn propanal z ethenu a syntézního plynu za katalýzy oktakarbonylem dikobaltu; tento postup byl nahrazen používáním katalyzátorů založených na rhodiu. Procesy využívající kobalt se většinou používají na výrobu 7-14uhlíkatých alkoholů, dále přeměňovaných na tenzidy.

Mechanism us hydroformylace katalyzované kobaltem; na začátku dojde k odštěpení CO z hydridu tetrakarbonylkobaltu za tvorby 16elektronového meziproduktu (1). Následným navázáním alkenu vznikne 18elektronová molekula (2). V kroku 3 se poté vytvoří 16elektronový alkyltrikarbonyl. Koordinací dalšího ekvivalentu CO vzniká alkyltetrakarbonyl (4).
Migrační inserce CO vede následně k 16elektronovému acylu 5. V kroku 6 se oxidační adicí vodíku vytváří dihydridokomplex, který poté (7) redukční eliminací uvolní aldehyd. Krok 8 je neproduktivní a vratný.

Při hydrokarboxylacích se místo vodíku vyskytuje voda nebo alkohol a produktem je karboxylová kyselina nebo ester, jako příklad může sloužit přeměna buta-1,3-dienu na kyselinu adipovou. Katalyzátory tvořené kobaltem (společně se železem) se také používají při Fischerových–Tropschových syntézách, kdy se tvoří oganokobaltové meziprodukty.

### Alkynové deriváty Co2(CO)8
Oktarbonyl dikobaltu také může reagovat s tetraedrany typu Co2(CO)6(C2R2). Vzhledem k tomu, že kobaltová centra je poté možné oddělit, tak pro alkyn představují chránicí skupiny. V Nicholasově reakci je také alkyn chráněn, současně se alfa uhlík aktivuje pro nukleofilní substituci.

### Cyklizace
Sloučeniny kobaltu reagují s dieny a diyny v cyklometalacích za tvorby cyklických produktů. Na vazbu Co-C se poté mohou navázat alkyny, alkeny, nitrily nebo oxid uhelnatý. Reakcemi založenými na tomto principu jsou Pausonova–Khandova reakce (navázání CO) a trimerizace alkynů (například pomocí dikarbonylu cyklopentadienylkobaltu).

## Cp, allylové a alkenové sloučeniny

### Sendvičové sloučeniny

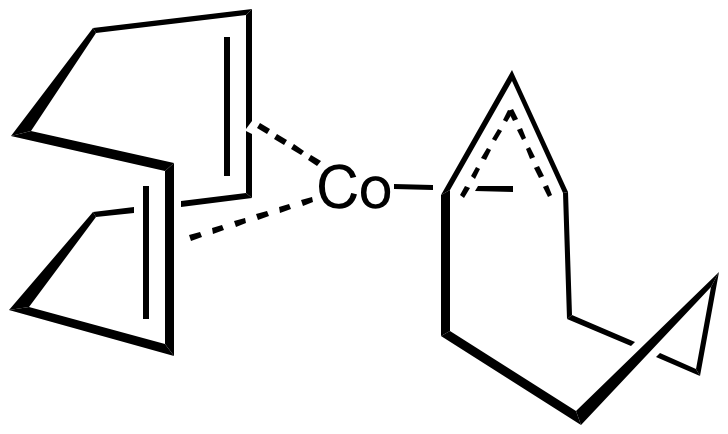
Co(1,5-cyklooktadien)(cyklooktenyl)

Organokobaltové sloučeniny mohou obsahovat alkenové, allylové, dienové a Cp ligandy. Takovou sendvičovou sloučeninou je například kobaltocen, 19elektronový
metalocen používaný jako redukční činidlo a zdroj CpCo. Dále lze uvést CoCp(C6Me6) s 20 a Co(C6Me6)2, s 21 elektrony. Redukcí bezvodého chloridu kobaltnatého sodíkem za přítomnosti cyklooktadienu vzniká Co(cyklooktadiene)(cyklooktenyl), který lze synteticky využít.

### CpCo(CO)2a deriáty
Polosendvičové sloučeniny, jako dikarbonyl cyklopentadienylkobaltu (CpCo(CO)2) a alkenové komplexy CpCo(C2H4)2 a CpCo(cod), jsou užitečnými katalyzátory trimerizací alkynů, kde mohou být použity k vytváření řady komplexních struktur.

## Další příklad
Jedním z prvních využití organokobaltových sloučenin se stala karbonylace azobenzenu oktakarbonylem dikobaltu: